# Новософиевка (Херсонская область)
Новософиевка (укр. Новософіївка) — село в Лазурненской поселковой общине Скадовского района Херсонской области Украины.
Население по переписи 2001 года составляло 1227 человек. Почтовый индекс — 75664. Телефонный код — 5539. Код КОАТУУ — 6522384201.

## Местный совет
75664, Херсонская обл., Голопристанский р-н, с. Новософиевка, ул. Ленина